# 중중과 화화
중중과 화화(中中과 華華)는 세계 최초로 중국 연구진이 복제에 성공한 필리핀원숭이 두 개체이다.
중국과학원 신경과학연구소 순창(孫强) 주임 연구진이 체세포 핵 치환(SCNT) 기술을 사용해, 필리핀원숭이 중중(中中)과 화화(华华)를 성공적으로 복제했다. 인간과 가까운 영장류를 복제한 건 세계 최초이다. 2017년 11월 27일 중중, 12월 5일 화화가 태어났다.
난자와 정자 대신 난자와 피부세포로 만들었으며, 난자의 핵을 제거한 뒤 그 자리에다 다른 원숭이의 체세포에서 추출한 핵을 넣어 수정시켰다.

## 같이 보기
- 복제동물모델